# Сантварас, Стасис
Стасис Сантварас (лит. Stasys Santvaras; 27 мая 1902, деревня Рустяконяй Юрбаркского района — 12 апреля 1991, Бостон, Массачусетс) — литовский поэт, драматург, переводчик, оперный певец; один из авторов бостонской «Литовской энциклопедии».

## Биография
В Каунасе обучался в театральной студии, затем учился пению в Клайпеде и Милане. Актёр литовского оперного театра в Каунасе. В 1944 году с приближением к Литве советских частей выехал в Германию. Жил в США.
В 2004 году перезахоронен на Пятрашюнском кладбище в Каунасе.

## Литературная деятельность
Выпустил сборники стихотворений „Saulėtekio maldos“ (Каунас, 1924), „Pakalnių debesys“ (1936), „Giesmės apie saulę ir sielą“ (1939), „Laivai palaužtom burėm: ketvirtoji lirikos knyga“ (Тюбинген, 1945), „Atdari langai“ (1959), „Aukos taurė“ (1962), „Buvimo pėdsakai“ (1983), „Rubajatai“ (1986), „Saulėlydžio sonetai“ (1990). 
Автор драм „Saulytė“ (1923), „Minių mylimoji“ (1926), „Žvejai“ (1942), „Kaimynai“ (1944). Писал на литовском языке и переводил либретто опер.
Отдельные стихотворения Сантвараса переводили на эстонский язык Алексис Раннит, на русский — Михаил Двинский.

## Издания
- Atidari langai: rinktinė lyrika. Boston: Lietuvių enciklopedijos l-kla, 1959. 167 p.
- Aukos taurė: penktoji lyrikos knyga. — Boston (Mass.): Lietuvių enciklopedijos l-kla, 1962. 152 p.
- Lyrika: eilėraščiai. Vilnius: Vaga, 1984. 181 p.
- Saulėleidžio sonetai. Cleveland (Ohio): «Vilties» l-kla, 1990. 96 p.
- Dar ir dabar: eilėraščiai. Kaunas: Rezistencinio paveldo archyvas «Atmintis», 1994. 22 p.
- Septyni miestai: eilėraščiai. Vilnius: Valst. leidybos centras, 1994. 146 p.
- Raštai. Kaunas: Spindulys, 1996—1997